# Jaume Mimó i Servent
Jaume Mimó Servent (Cerdanyola del Vallès, Vallès Occidental, 15 d'octubre de 1932) és un jugador d'hoquei sobre patins català, ja retirat. Format al Cerdanyola Club Hoquei, va desenvolupar-hi tota la seva carrera en la posició de davanter. Internacional amb la selecció espanyola d'hoquei sobre patins, aconseguint guanyar la medalla d'argent a la Copa de les Nacions de Montreux de 1955.

## Palmarès
Selecció espanyola
- 1 medalla d'argent a la Copa de les Nacions d'hoquei sobre patins masculina: 1955